# Cladonia pyxidata
El líquen de embudo (Cladonia pyxidata) es un tipo de liquen en forma de embudo de la familia Cladoniaceae.

## Taxonomía
Cladonia pyxidata fue descrito por (L.) Hoffm. y publicado en Deutschl. Fl., Zweiter Theil (Erlangen): 121 (1796) [1795].
Sinonimia
- Baeomyces pyxidatus (L.) Ach.
- Cenomyce neglecta Flörke
- Cenomyce pyxidata (L.) Ach.
- Cenomyce pyxidata (L.) Ach. var. pyxidata
- Cladonia conchata Nyl.
- Cladonia neglecta (Flörke) Spreng.
- Cladonia pyxidata (L.) Hoffm. f. pyxidata
- Cladonia pyxidata (L.) Hoffm. subsp. pyxidata
- Cladonia pyxidata (L.) Hoffm. subvar. pyxidata
- Cladonia pyxidata (L.) Hoffm. tax.vag. pyxidata
- Cladonia pyxidata var. neglecta (Flörke) A. Massal.
- Cladonia pyxidata (L.) Hoffm. var. pyxidata
- Lichen pyxidatus L.
- Scyphophorus pyxidatus (L.) Gray
- Scyphophorus pyxidatus (L.) Gray var. pyxidatus[3]